# Jazów, Lubusz
Jazów (română Baraje, germană Haaso, în Limba sorabă: Hažow) este un sat în Polonia, situat în Voievodatul Lubusz, în județul Krosno, în orașul Gubin. În anii 1975-1998 localitatea a aparținut administrativ de regiunea Zielona Gora. Înainte de 1945, satul era parte din Germania.
Satul este situat la 10 km sud de Gubin, pe albia râului Lubsza și pe drumul care leagă cartierulGrabice de Czarnowicami. Pentru prima dată satul a fost menționat în documente în a doua jumătate a secolului al XV-lea. În 1952, satul avea 25 de gospodarii. În anii 2006/2007 s-a introdus rețeaua de apă. Așezarea are aproximativ 120 de locuitori.